# آنتونی اروین
آنتونی اروین (به انگلیسی: Anthony Ervin) (زادهٔ ۲۶ مهٔ ۱۹۸۱) شناگر اهل ایالات متحده آمریکا است.